# Ephebus convexiusculus
Ephebus convexiusculus es una especie de coleóptero de la familia Endomychidae.

## Distribución geográfica
Habita en Brasil.